# قازی (غذا)

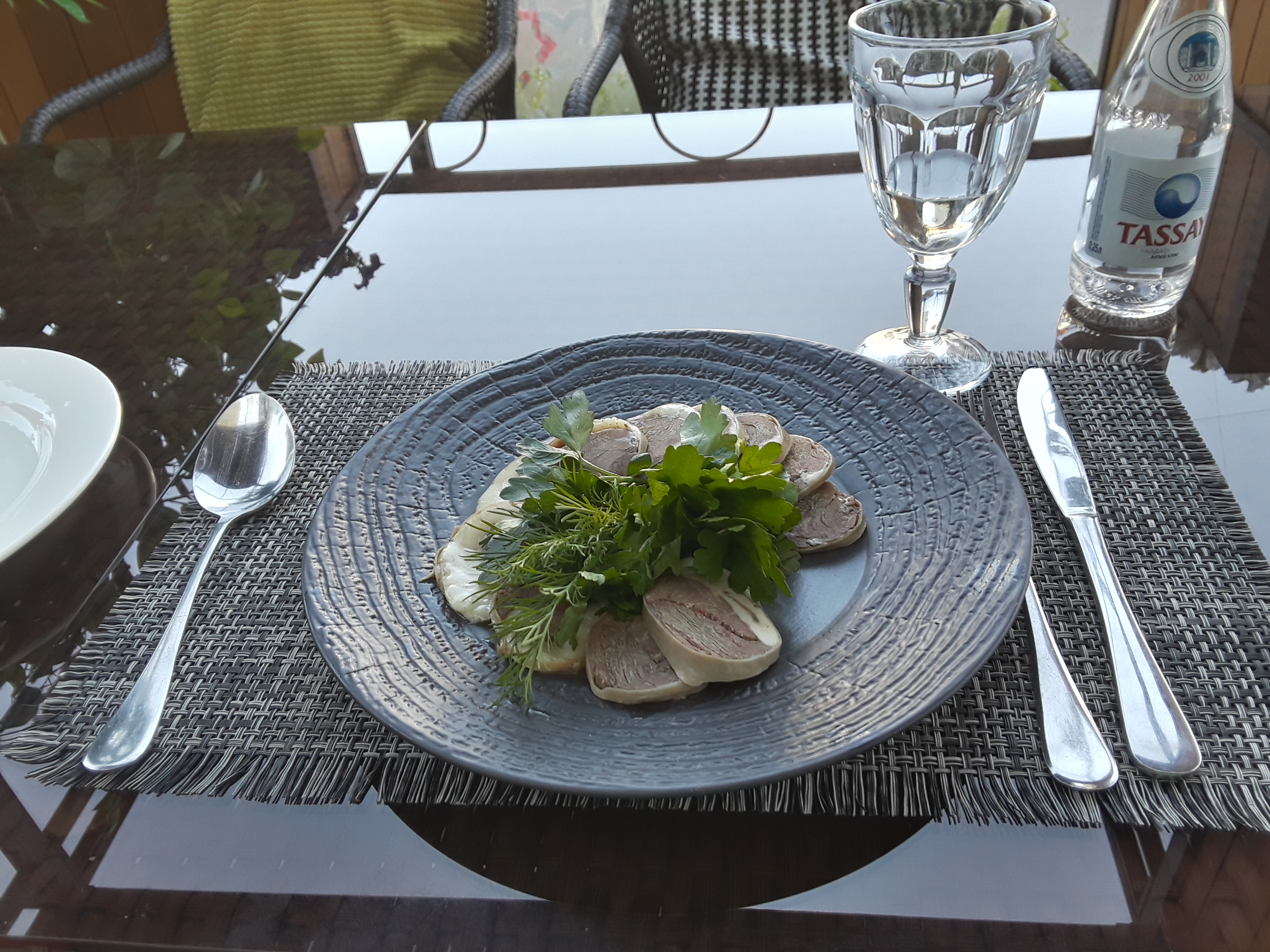
بشقاب قازی در یک رستوران در نور سلطان

قازی یا سوسیس اسب، یک غذای سنتی سوسیس مانند است که توسط قزاق‌ها، تاتارها، قرقیزها، ازبک‌ها و سایر گروه‌های قومی عمدتاً در آسیای میانه، به ویژه غذاهای ترکی مورد استفاده قرار می‌گیرد. قازی یک عنصر مشترک و اصلی در تزئین دسترخوان‌ها می‌باشد. همچنین قازی یکی از غذاهای مرسوم قزاقستان و قرقیزستان است که از گوشت رنده‌ای اسب تهیه شده و با استفاده از روده حیوانات به شکل سوسیس تهیه می‌گردد. از ویژگی‌های این غذا این است که گوشت‌ها چرخ نمی‌شوند، بلکه به صورت رنده شده به شکل سوسیس درخواهند آمد. انواع مختلف این سوسیس می‌توان به سه صورت دودی خام، آب‌پز شده و خشک شده تهیه و استفاده کرد. در شمال قزاقستان، قازی تهیه شده از گوشت اسب را بیکنون می‌نامند.

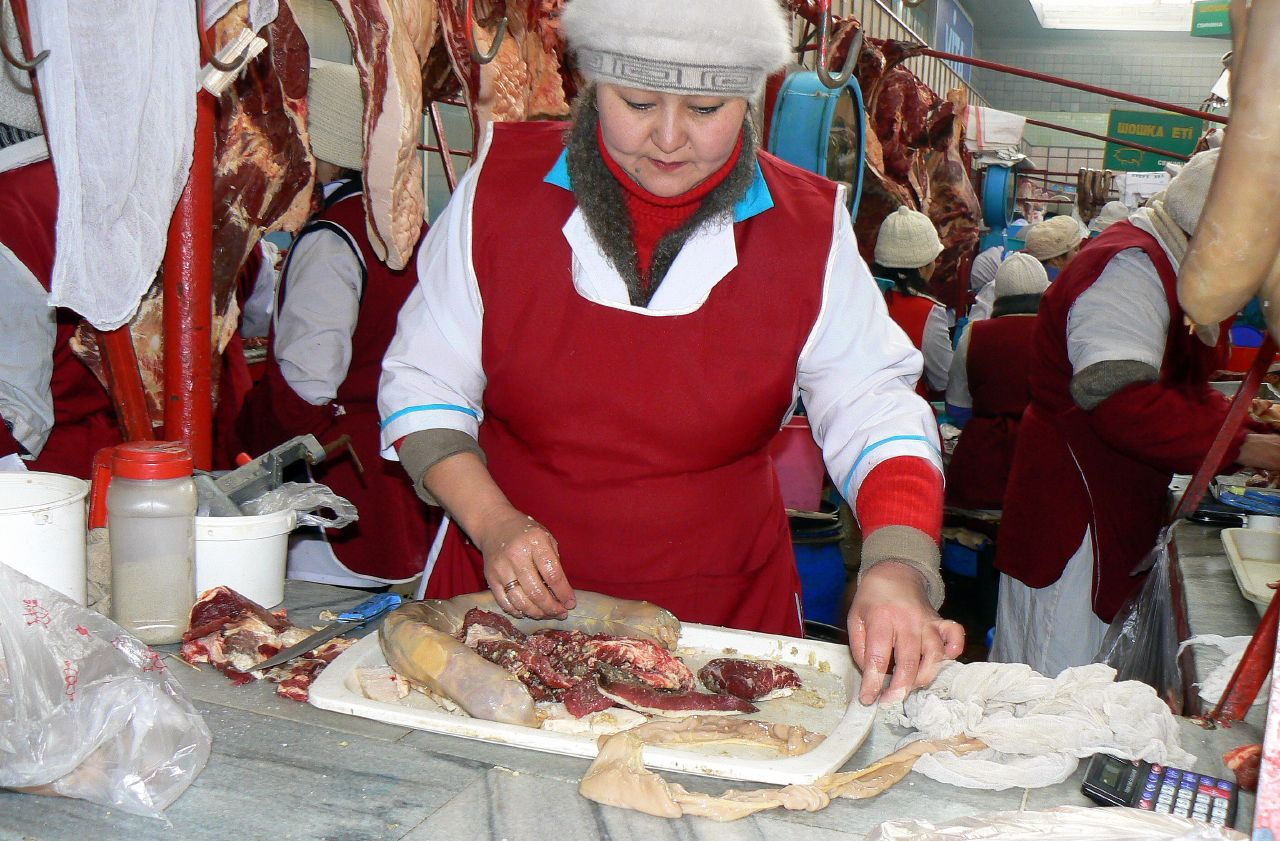
تهیه سوسیس گوشت اسب

## آماده‌سازی
در قرقیزستان این غذا را به شکل زیر تهیه می‌کنند: دنده‌های اسب به همراه گوشت برداشته می‌شوند و ۵ الی ۷ ساعت آویزان خواهند بود تا خون باقیمانده تخلیه شود. در این لحظه روده‌ها برداشته شده و کاملاً شسته می‌شوند و به مدت ۱ الی ۲ ساعت آبکشی می‌شوند. گوشت‌های آماده، مزه‌دار شده، سپس روده‌ها با گوشت پر خواهند شد و دو انتهای آن گره خورده می‌شود. پس از این آماده‌سازی، قازی را در دمای ۵۰–۶۰ درجه به مدت ۱۲–۱۸ ساعت دود داده می‌شوند یا به مدت یک هفته در مکانی در معرض آفتاب و هوای آزاد خشک می‌شوند. پس از تهیه شدن قازی اولیه و قبل از سرو، سوسیس‌ها به مدت دو ساعت در آب جوش پخته می‌شوند. این غذا با سبزیجات فصلی سرو می‌شود. تاتارها نیز شیوه خاص خود را در تهیه این غذا دارند. ازبک‌ها از قاضی به عنوان خورشتی برای پلو استفاده می‌کنند به این قضا در زبان محلی قازیلی پلوف می‌گویند.
قزاق‌ها به‌طور معمول، قازی را فقط به صورت آب‌پز استفاده می‌کنند و در مقابل تاتارها به شکل خشک و دودی. این غذا جایگاه مهمی را در میز جشن‌ها و مراسمات خاص در میان اقوام نزدیک عشایری ترک داراست، از جمله این اقوام می‌توان به باشکرها، قزاقها، کاراکالپاکس، قرقیزها، نوگایی‌ها، تاتارها اشاره کرد. قازی بخشی جدایی ناپذیر از غذاهای ملی ازبک‌های واحه تاشکند است، زیرا در این منطقه تعداد زیادی از فرزندان ازبک‌های عشایر و همچنین بسیاری از گله‌داران قزاق وجود دارند.
در انتخاب اسب و ویژگی آن هم دقت‌ها و شرایطی وجود دارد و همه اسب‌ها به قازی تبدیل نمی‌شوند. قبل از تهیه قازی باید اسب چاق شود و در نزدیک به زمستان این آماده‌سازی رخ می‌دهد.

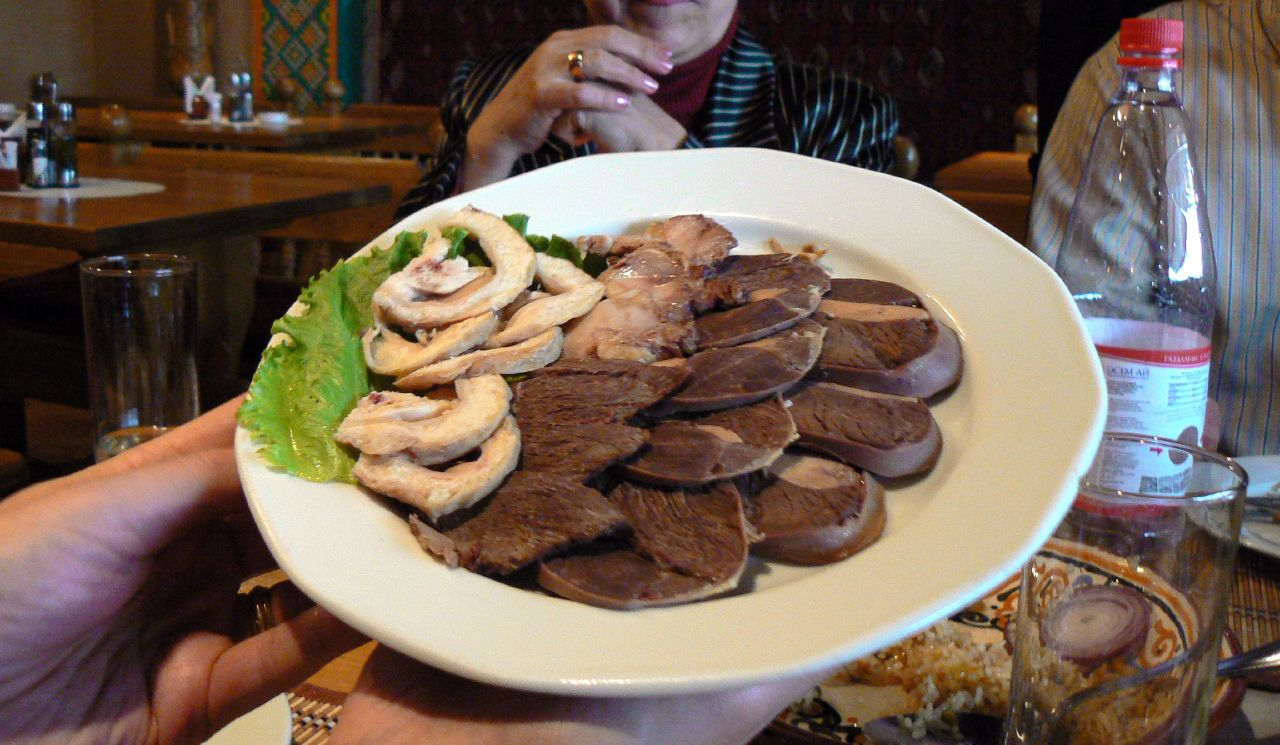
بشقاب گوشت اسب، قازی در سمت راست بشقاب قرار دارد.

## مصرف
غذای قازی اغلب به صورت سرد سرو می‌شود، گاهی نیز خرد شده و به عنوان یک اشتها آور سرو می‌گردد. در ازبکستان اغلب با پلو سرو شده و در قزاقستان می‌توان آن را در به صورت سوپی محلی مصرف کرد. در مناطق کوهستانی گاهی قازی با گوشت آهو و گوزن تهیه می‌شود.

## طولانی‌ترین
طولانی‌ترین قازی دنیا توسط زنان قزاق در سال ۲۰۰۸ و در کشور چین تهیه شد. طول این قازی که در کتاب رکوردهای گینس گنجانده شده‌است به ۱۰۰ متر و وزن آن ۱ تن گزارش شده.